# Grandma
Grandma is een Amerikaans komisch filmdrama uit 2015, geschreven en geregisseerd door Paul Weitz. De film ging in wereldpremière op 30 januari op het Sundance Film Festival.

## Verhaal
Elle, die ooit een succesvolle dichteres was, krijgt onverwachts bezoek van haar kleindochter Sage. Sage heeft problemen en heeft snel geld nodig. Omdat de tijd dringt, vertrekken ze samen in Elle’s oude Dodge om diens oude vriendinnen te gaan bezoeken om geld te vragen. Maar in plaats van de oplossing van hun problemen worden er oude geheimen opgegraven en vallen er lijken uit de kast. Ze veroorzaken zo een storm in de stad en Elle onthult aan haar kleindochter dat ze nog steeds problemen heeft met het recente verlies van haar partner Vi.

## Rolverdeling
| Acteur            | Personage |
| ----------------- | --------- |
| Lily Tomlin       | Elle Reid |
| Julia Garner      | Sage      |
| Marcia Gay Harden | Judy      |
| Judy Greer        | Olivia    |
| Laverne Cox       | Deathy    |
| Sam Elliott       | Karl      |